# 高柳愛実
高柳 愛実（たかやなぎ まなみ、1993年1月2日 - ）は大阪府出身の日本のタレント・女優・スポーツコメンテーター。舞夢プロ所属。

## 人物
父は元プロ野球選手の高柳出己。中学生のころからゴルフに取り組み、プロゴルファーを目指したこともあった。ベストスコアは68。
女優としては2010年にNHK総合テレビジョン「ウェルかめ」の女子高生でデビュー。2013年からはテレビ東京系列のゴルフ番組「ゴルフ宮里道場」シリーズのアシスタントとしてスポーツレポーターとしても活動するようになった。

## 出演

### ドラマ
- ウェルかめ（2010年、NHK総合テレビ） - 女子高生 役
- ママとパパが生きる理由。（2014年、TBSテレビ） - 看護師・本宮瞳 役
- アルジャーノンに花束を（2015年、TBSテレビ） - 河口社長秘書 役
- ナイト・ドクター 第5話（2021年7月19日、フジテレビ） - 森本有紗 役
- SUPER RICH 第6話（2021年11月18日、フジテレビ） - 闇カジノの客 役
- 理想ノカレシ 第3話・第7話・第8話（2022年6月15日・7月13日・20日、TBSテレビ） - 大野志保 役

### 番組
- ゴルフ宮里道場シリーズ（2013年 - テレビ東京・BSジャパン） - アシスタント
- 王様のブランチ（2015年 - 2021年3月 TBSテレビ） - リポーター
- スポーツクロス（2016年 - BS朝日） - キャスター
- ダウンタウンDX（2016年 - 日本テレビ）
- UEFAチャンピオンズリーグ Weekly Show（2020年 - BS日テレ） - アシスタント
- ブンデスリーガ マンスリーセレクション（2021年 - BS日テレ）
- ゴルフW（2023年4月 - BS松竹東急 ) - MC
- 超・つば九郎タイムス（2024年12月17日・2025年1月13日、フジテレビONE）[3][4]

### 雑誌
- ビッグコミックスピリッツ（2015年）
- Regina（2015年 web）
- 月刊ゴルフダイジェスト（2014年2月号）

### 広告・コマーシャル
- ソフトバンク「アメリカズカップ」（2016年　インフォマーシャル）
- ヴィクトリアゴルフ（2015年 - 2016年）
- 日本ハム「シャウエッセン」（2014年- 2015年）
- 東武百貨店（2012年　イルミネーションのポスターモデル）
- プロミス（2018年3月 - 7月）なぜ太郎の彼女役[5]
- 小林製薬「命の母ホワイト」（2019年 - 2022年9月）
- チヨダ「fuwaraku フワラク」(2020年)